# Praga de ratos em Castela e Leão de 2007

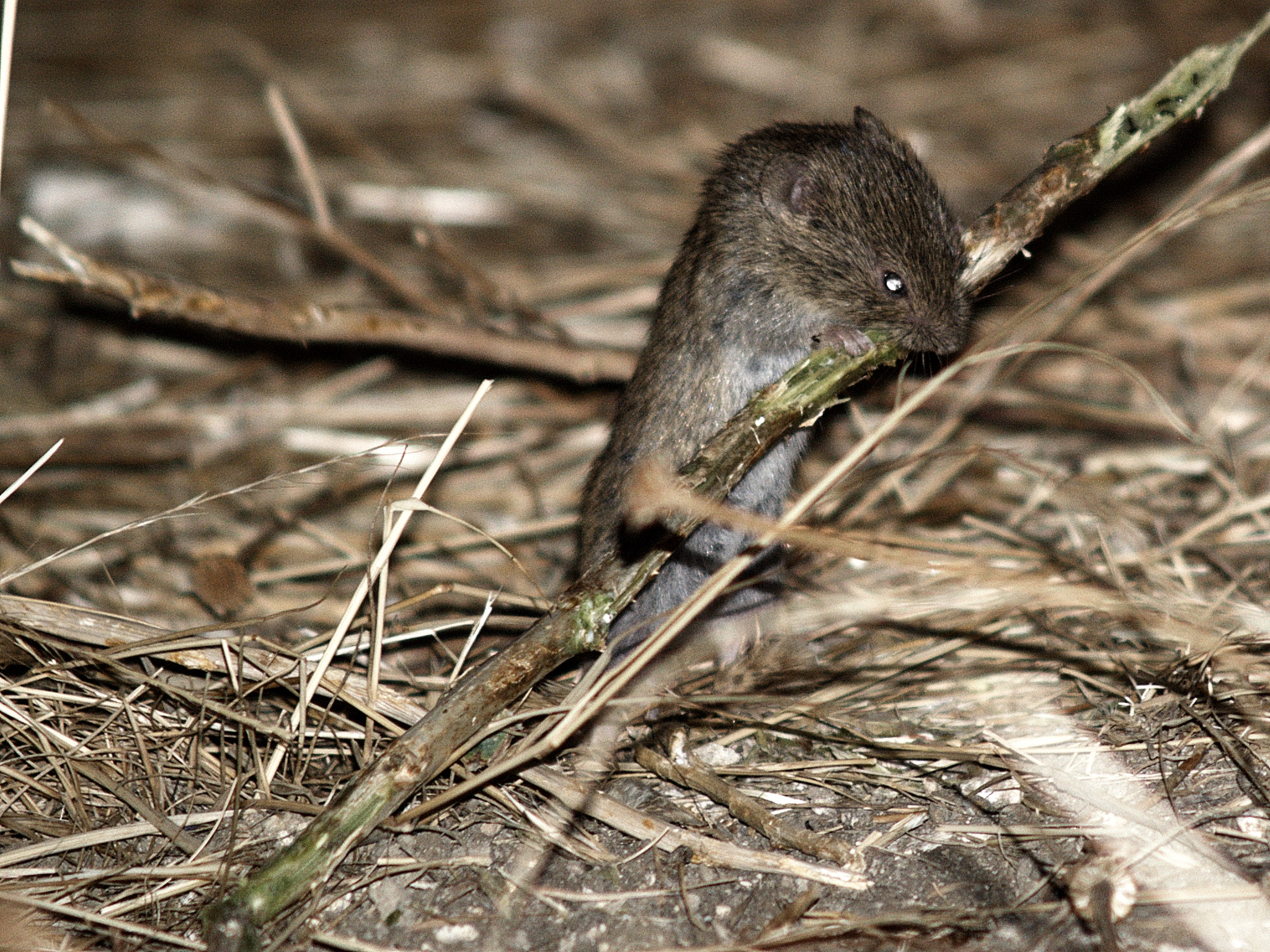
Rato na localidade de Campaspero, que ainda que não é das mais afetadas, também sentiu os problemas da praga.

A praga de ratos em Castela e Leão de 2007 começou a desenvolver-se a princípios do verão de 2006 nesta comunidade autónoma espanhola, especificamente na província de Palência. A praga adquiriu relevância a partir do verão de 2007, quando os campos da Meseta Central se viram repletos de roedores que arrasavam os cultivos, especialmente os de irrigação.
Depois de um verão devastador, a densidade dos roedores diminuiu em toda a comunidade e, institucionalmente, a praga deu-se por finalizada no final de setembro de 2007. Contudo, a abundância de ratos ainda foi anormal durante os três meses seguintes. Somente depois do frio dos meses de novembro e dezembro e da chegada das geadas foi que ela terminou definitivamente.
A principal praga foi o rato silvestre ou camponês (Microtus arvalis), que arrasou a agricultura do norte da Meseta Central. Destruíram um total de 500 000 hectares de agricultura e provocaram perdas por valor de 15 milhões de euros. Dado o tamanho do impacto, os ratos chegaram a ser qualificados como o chicote de Castela.
Esteve presente em toda a comunidade de Castela e Leão, sendo as províncias mais afetadas as de Valladolid, Segóvia, Palência e Zamora, especialmente nas zonas de Tierra de Campos, e na zona limítrofe com Tierra de Medina, onde confluem outras províncias como Salamanca e Ávila. Ademais, alcançou os municípios do Aliste, a ponto de cruzar a Portugal.

## Causas
As causas da praga destes roedores são numerosas, uma soma de fatores que arruinou colheitas inteiras, especialmente de beterraba, batata, cebola e cenoura. O inverno castelhano, caracterizado por ser o mais frio da Península Ibérica, foi em 2007 mais benévolo, reduzindo-se o número de geadas, que praticamente não existiram. O inverno deu passo à primavera, que continuou com umas temperaturas ligeiramente superiores à média. Tudo isto propiciou uma explosão demográfica nos ratos, um animal que se caracteriza por se reproduzir muito rápido e atingir uma maturidade sexual em pouco tempo. É uma espécie que apresenta vários partos anuais, com várias crias por camada, fazendo com que a explosão se produzisse sem demasiada dificuldade.
Assinalou-se, assim mesmo, como causa da proliferação dos ratos a denúncia que apresentaram grupos ecologistas ante a Junta de Castela e Leão, em março de 2007, contra o uso de veneno que se estava a empregar para deter a indesejável praga. Desde a Associação de Jovens Agricultores (ASAJA) culparam à administração e aos grupos ecologistas pela paralisação das medidas preventivas que, em sua opinião, poderia ter impedido a elevada magnitude da crise.

## O rato camponês

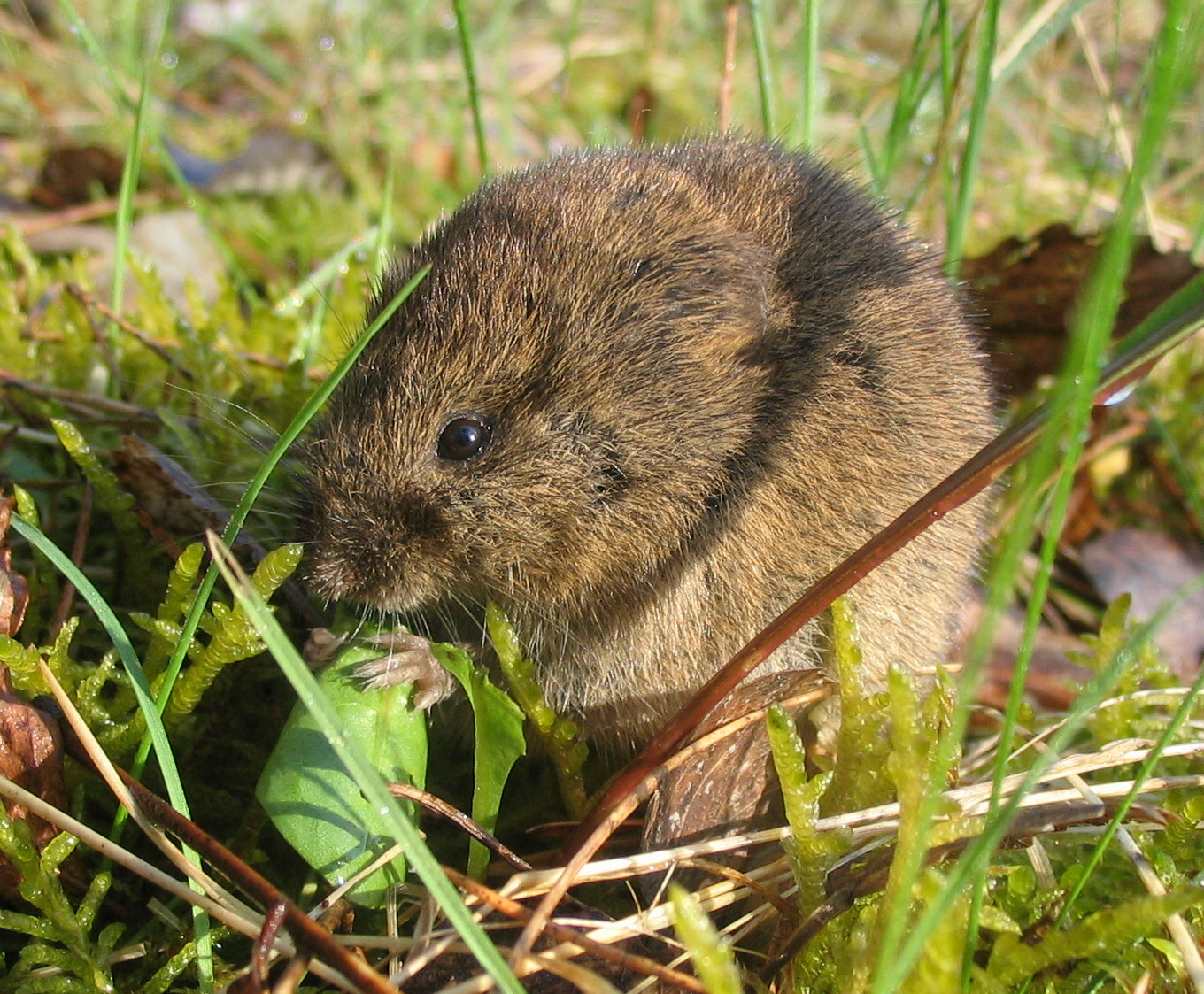
Rato camponês

O rato camponês da meseta Norte espanhola é uma subespécie ibéria denominada Microtus arvalis asturianus, que se distingue dos demais membros da espécie por possuir rasgos muito leves.
O Microtus arvalis asturianus é originário da metade norte da Península Ibérica. A espécie euro-asiática Microtus arvalis havia penetrado na Península Ibérica até à Cordilheira Cantábrica, onde se diferenciou e chegou a ser uma subespécie que recebe o nome de Microtus arvalis asturianus. Esta começou a estender seu habitat para o sul, libertando-se de seus predadores naturais: as aves de rapina. Em anos normais, sua população não chegava a superar os 100 milhões, mas, no verão de 2007, estima-se que atingiram pelo menos os 700 milhões.
O Microtus arvalis asturianus não é igual ao M. a. meridionalis, que habita os Pirenéus, nem ao M. a. arvalis europeu (as diferenças são tão subtis que só podem ser distinguidos se comparados nitidamente), ou ao rato campestre (Microtus agrestis). Estes últimos são mais adaptados a biótopos mais húmidos que o primeiro. Alguns autores negam a existência da subespécie pirenaica, que é demasiado parecida à europeia, mas aceitam a distinção da subespécie da meseta em função de seu tamanho e de seu isolamento biogeográfico.
A subfamília Arvicolinae está formada por mais de 130 espécies de ratos herbívoros dos quais, só em Espanha, existem 10: uma espécie de Chionomys, outra de Clethrionomys, duas de Arvicola e seis de Microtus). O rato do campo castelhano é um dos de maior tamanho: longitude (incluído o rabo) de até 144mm e peso de até 72 gramas. Seu aspeto é arredondado, de pescoço curto, corpo redondo, focinho muito largo de mandíbulas poderosas, pelagem parda de cor clara e dorso acinzentado. Um de seus rasgos distintivos com respeito a outros micrótidos é que as orelhas, embora pequenas, são visíveis e que os arcos cigomáticos estão bem desenvolvidos.
No resto de Europa, habita a subespécie Microtus arvalis arvalis, que ocupa toda a zona centro-atlântica, desde Rússia central à França. Não parecem existir nas zonas insulares (salvo alguma exceção) e também não são habituais na área mediterrânea.

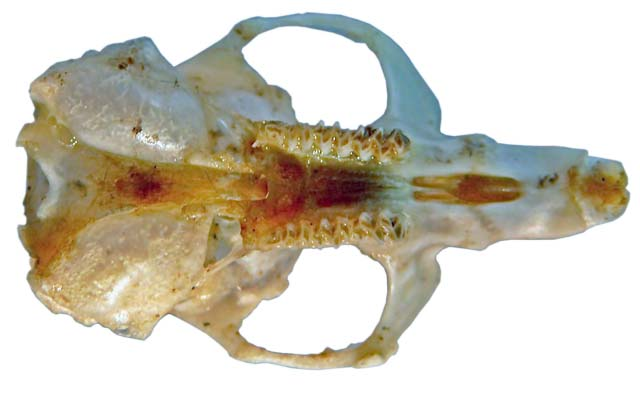
Crânio de Microtus arvalis asturianus, norma basal.
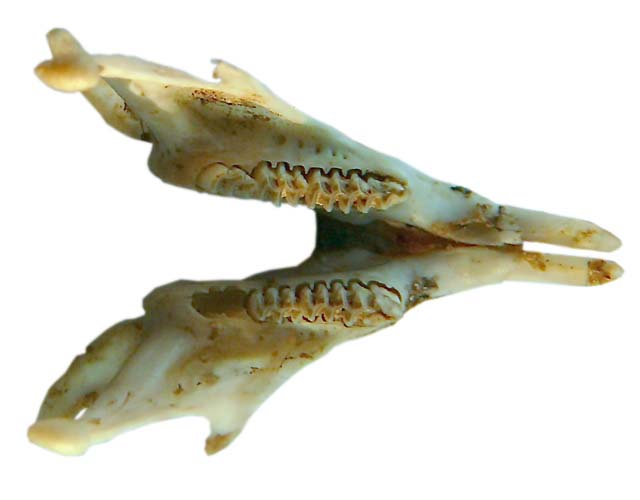
Maxila de Microtus arvalis asturianus.
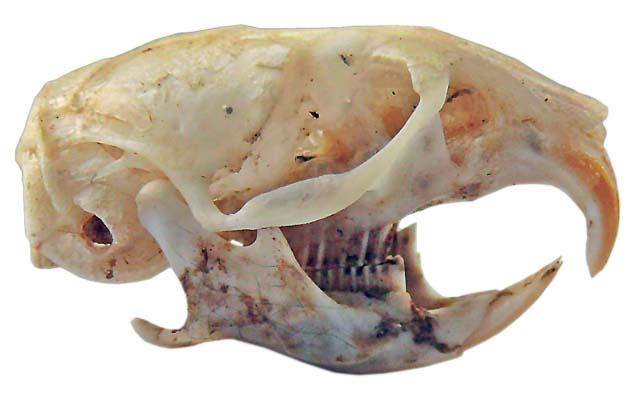
Crânio de Microtus arvalis asturianus, norma lateral.
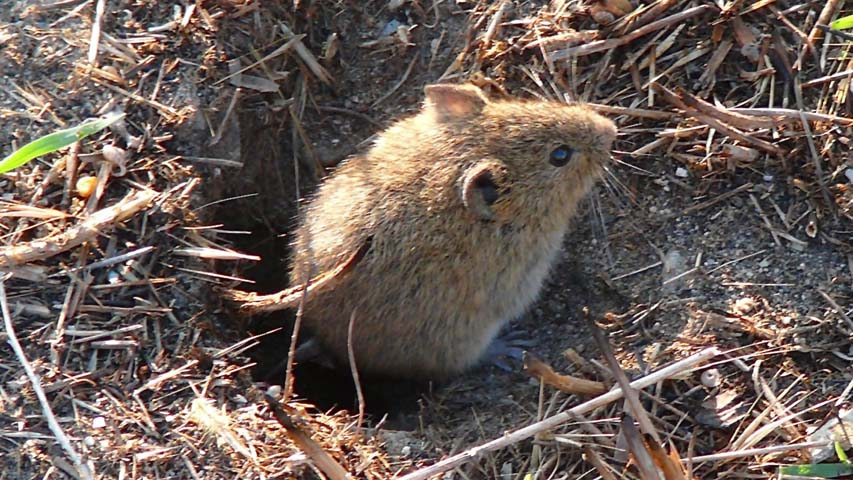
Rato junto ao seu esconderijo.

## Etologia
O rato camponês é estritamente herbívoro, prefere o verde, mas, em casos de necessidade alimenta-se de qualquer tipo de vegetal, salvo aquelas plantas que possam resultar tóxicas (por exemplo, o estramonio).
Costuma refugiar-se em galerias que escava em terrenos macios, às vezes com as entradas sob tocos ou pedras. Seus esconderijos têm várias entradas e não são muito profundos; no interior, um ou vários ninhos acondicionados com uma cama de matéria vegetal entrelaçada formando uma bola. Não deixa montões de escombros, como outros pequenos escavadores; em mudança, são muito característicos as pistas ou surcos, já que seus movimentos no exterior costumam seguir sempre idêntico percurso. Algumas destas pistas comunicam entre si as entradas dos esconderijos ou levam aos comedouros mais frequentados. Inclusive, algumas entradas, enlaçam com quartos de outras colónias vizinhas. Seu território estima-se em 150m².
Embora os machos possam ser territoriais, a espécie adapta-se tanto a condições gregárias como solitárias. Apesar de não ser muito o que se sabe deles, pôde-se comprovar que as fêmeas solitárias são menos prolíficas que as gregárias, ainda que as possibilidades de sobrevivência diminuam vivendo em grupo. Ademais, uma fêmea membro solitária pode atingir a maturidade sexual às duas semanas, enquanto as gregárias fazem-no às três semanas. De qualquer modo, podem chegar a ter seis camadas ao longo de sua vida, cada uma das quais oscila entre três e doze crias que mal pesam dois gramas; sendo a temporada reprodutora a primavera e o verão, especialmente (pelo que seu potencial biótico é elevado). Em todo caso, a quantidade de crianças e o número de partos por fêmea parecem determinados por fatores ambientais. Os machos atingem a maturidade no primeiro mês de vida. Conquanto a maioria não passe dos quatro meses, têm-se visto casos excecionais de ratos com seis ou mais meses de idade.

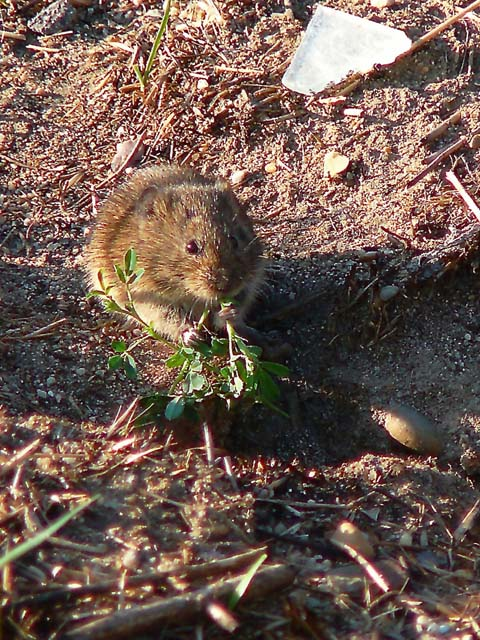
Rato camponês comendo uma planta.
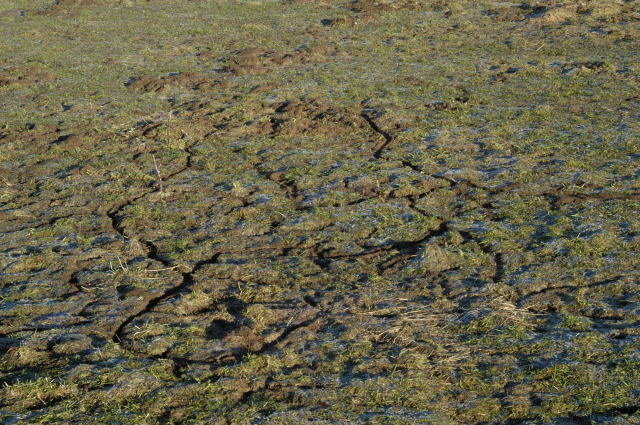
Pistas criadas pelo passo de ratos.
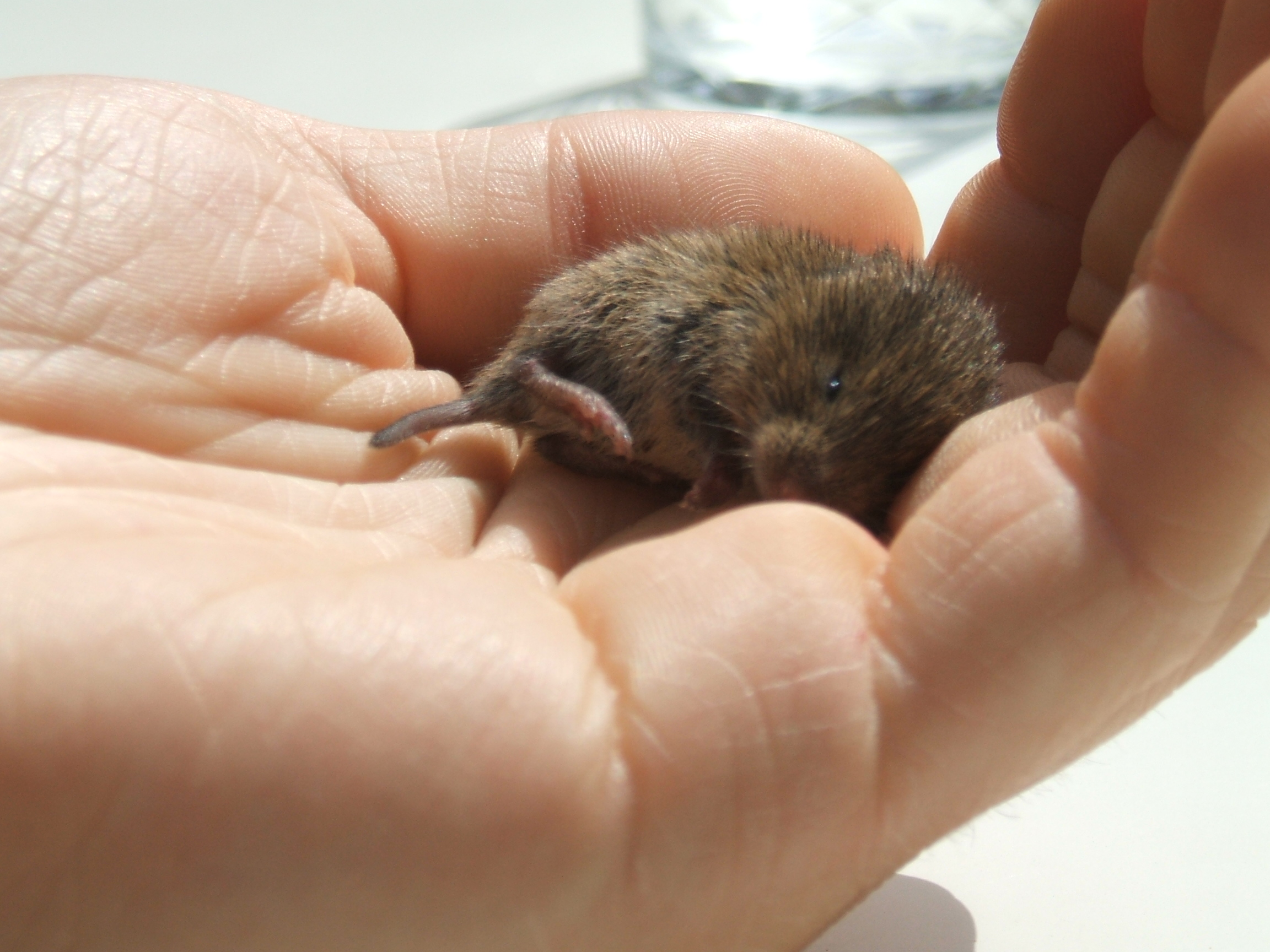
Filhote de Microtus arvalis.
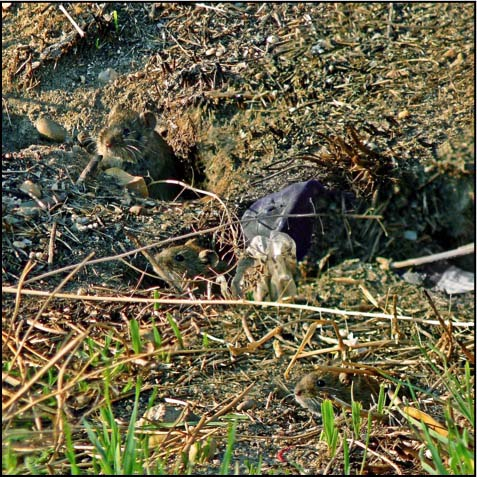
Três ratos acima de seus esconderijos.

A sua atividade não parece se regular pelo sol, e alternam curtos espaços de intensa atividade com outros de descanso (de umas duas ou três horas), tanto pelo dia como pela noite. O rato castelhano gosta de espaços abertos com abundantes herbáceas e zonas de arbustos, entre os 500 e os 1500 metros de altitude, nos que as chuvas não são especialmente abundantes (entre 350mm e 1500mm). Nas zonas em que convivem as subespécies asturianus e arvalis, o primeiro ocupa as áreas mais quentes e secas, enquanto o segundo habita as de maior humidade. Ao sul do Sistema Central espanhol, os ratos do campo são escassos, quiçá devido à eficaz concorrência de outros múridos, como Microtus cabrerae.
Em condições normais a densidade típica é de 5-10 indivíduos por hectare. Durante a praga ocorrida em Castela e Leão, chegaram-se a registrar até 1500 roedores por hectare nas zonas mais atingidas.
Podem transmitir doenças ao ser humano como a tularemia, por contacto direto ou com partículas de pó que estiveram em contacto com o animal ou com suas fezes. A praga pôde ser a causa de 42 casos na região, reconhecidos oficialmente pela Junta de Castela e Leão. Segundo o PSOE de Castela e Leão, os casos poderiam subir a 270. Ademais, a abertura da caça levou ao executivo regional a pedir que não se consumam as peças de caça por temor a possíveis infeções por esta doença.

## Extensão do rato por províncias
A província de Palência, lugar onde se originou a praga é a província mais afetada pela extensão dos ratos seguida de Valladolid e Zamora. Por sua vez, a província de Soria foi na que a praga teve uma menor repercussão.

Província de Ávila
Província de Burgos
Província de León

Província de Palência
Província de Salamanca
Província de Segóvia

Província de Soria
Província de Valladolid
Província de Zamora

## Consequências das pragas de ratos do campo
Desde o ponto de vista ecológico, as explosões demográficas de ratos têm efeitos prejudicais, mas também algumas consequências benéficas; por exemplo, ao ser animais escavadores, seus túneis geram certos benefícios para a terra, incrementando sua fertilidade, ao aumentar a matéria orgânica subterrânea (como a vegetação enterrada, as fezes ou seus próprios cadáver em descomposição); assim mesmo, aumentam a aragem do terreno e fazem-no mais esponjoso; por último, favorecem os processos edafológicos ao remover o solo em suas escavações e facilitar a filtração de água. Alguns pesquisadores chegaram a afirmar que «A abundância de ratos em Castela e Leão durante as últimas décadas contribuiu a aumentar a diversidade faunística do vale do Douro».
No entanto, como se viu, também têm seus efeitos nocivos: um dos mais preocupantes é que estes pequenos animais podem ser veículo de transmissão de graves doenças que afetam tanto a animais com os que convivem ou aos que alimentam, como a seres humanos. Concretamente, o Microtus arvalis é conhecido em âmbitos científicos por ser hóspede de numerosos parasitas e portador de diversas patologias, como doenças virais como a raiva ou o hantavírus, doenças bacterianas como a leptospirose (ou doença de Weil), a listeriose, a borreliose (ou doença de Lyme) e, a mais temida, a tularemia. Entre os parasitas encontram-se desde protozoos (babesiosis), até helmintos (hidatidosis).

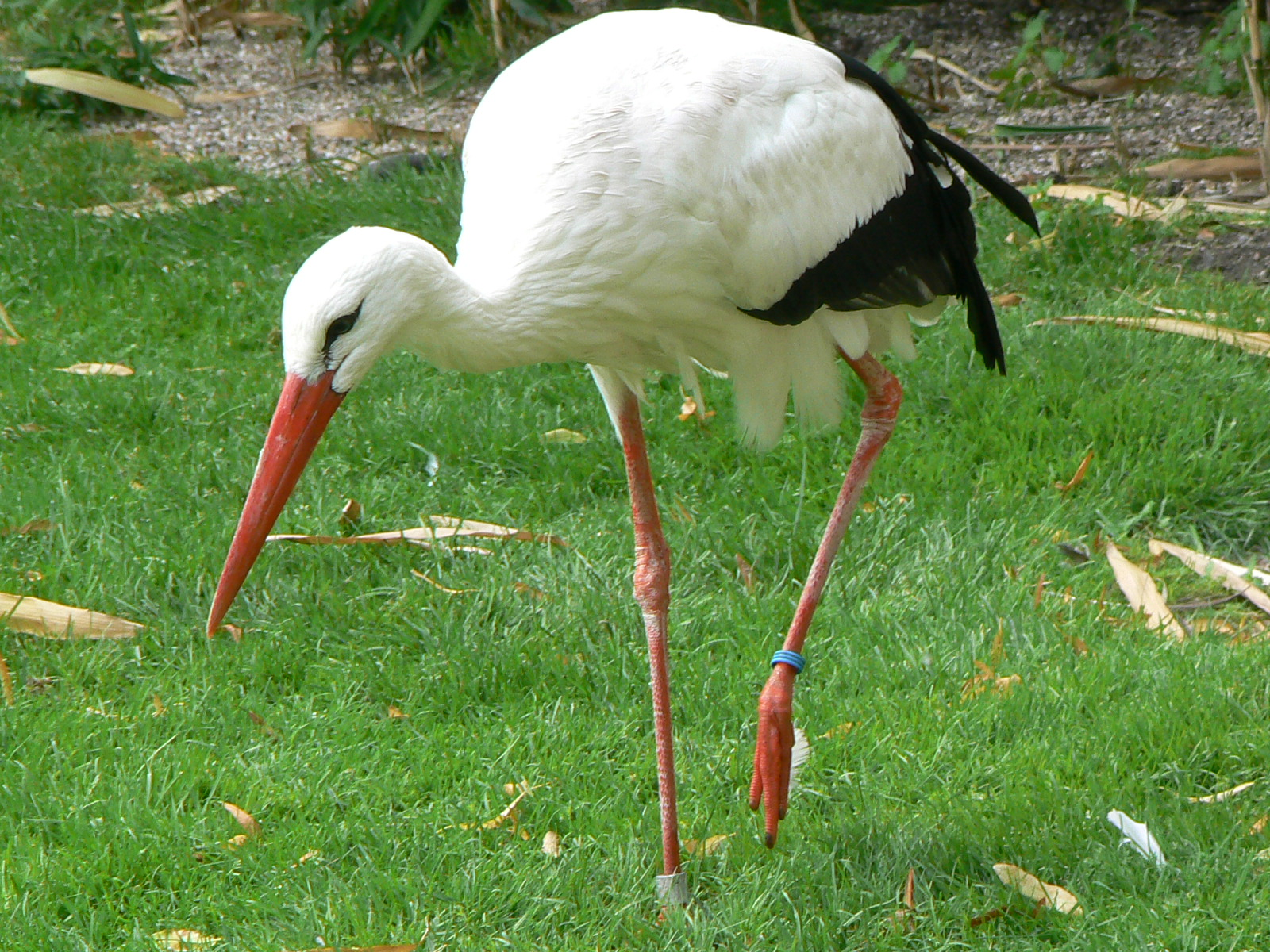
Cegonha comendo ratos.
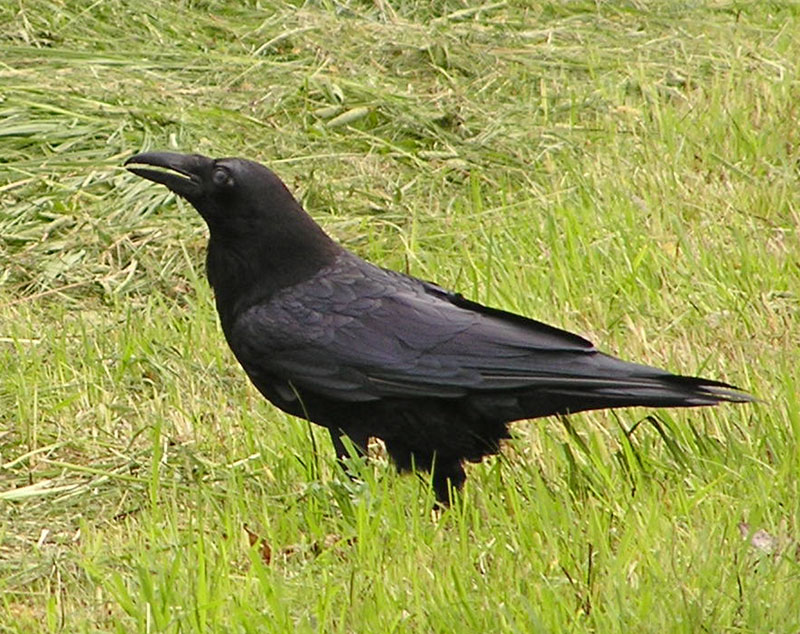
O corvo comum é um dos inimigos naturais dos ratos.
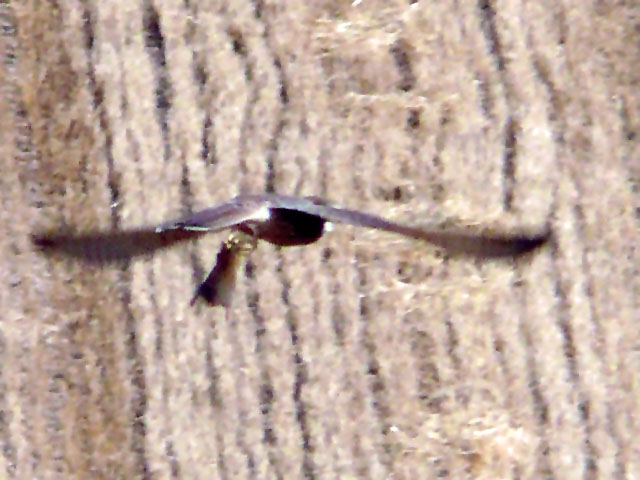
Aguilucho pálido voando com um rato em suas garras.
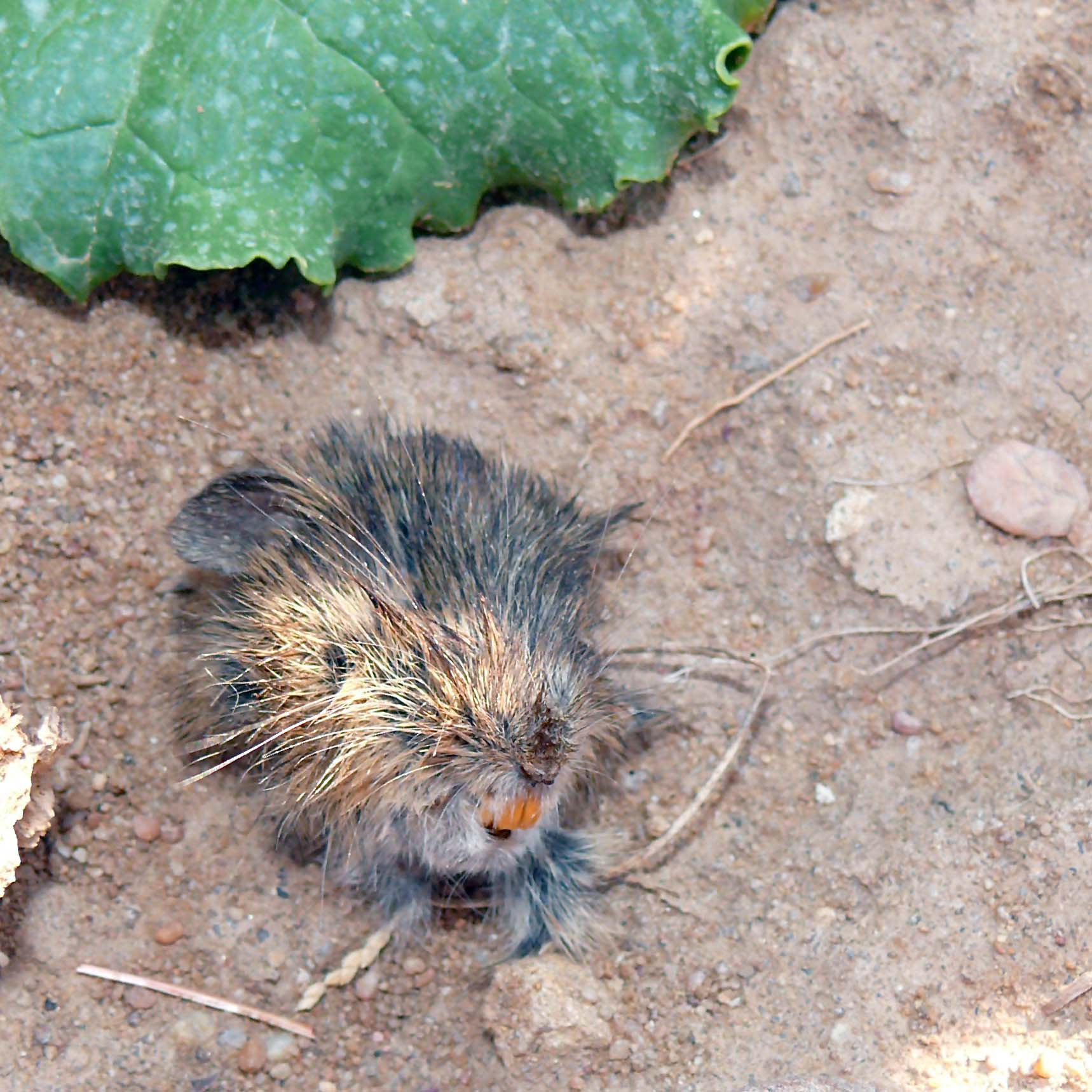
Restos de um rato devorado por um predador (só ficou a cabeça).

Por outro lado, como se viu, a abundância de presas fáceis ao princípio favorece tanto aos predadores (ao lhes proporcionar abundante alimento), como a outras espécies, reduzindo a pressão venatória que sofrem. Mas, dado que a duração das pragas é inferior ao ciclo de vida da maioria dos predadores, quando os ratos começam a escassear se produz esse efeito rebote já mencionado. De facto, certos especialistas na predação de arvicolinos afirmam que o impacto dos mamíferos (estáveis) é maior que o das aves (muitas migratórias) e que no caso da doninha, a sua curva de abundância é uma réplica da dos ratos, com uns meses de desfase. Em resumo, se cresce o número de animais que precisam se alimentar de carne, tarde ou cedo centrarão seus objetivos em outros animais, às vezes espécies ameaçadas, vulneráveis ou de singular interesse para o ser humano:
| “ | Ainda que a criança das tetraónidas era melhorada pelos picos das populações de ratos, não teve efeito residual sobre o tamanho da população. Em mudança, tinha menos galos adultos nos anos posteriores aos dos picos nas populações de ratos, especialmente em julho, devido a que não se eliminaram nem zorros nem martas. Uma explicação possível é que os predadores criavam com mais sucesso quando as populações de ratos eram abundantes, e então matavam mas tetraónidas em invernos ou ao começo da seguinte temporada de criança. | ” |
|   | — Marcström, V; Kenward, R. E. e Engren, E., 1988, p. 872.. |   |

Centrando-nos neste último aspeto, para os humanos, estas explosões demográficas são funestas pragas e suas iníquas consequências são múltiplas e se ramificam para os campos mais diversos: a economia, o lazer, a saúde e a sociedade, causando inclusive alarme social pelo que não é estranho que o tema atinja contornos políticos, sendo utilizado, entre os diversos grupos ideológicos, como arma de arremesso.

### Consequências para as colheitas
O rato camponês é considerado o vertebrado mais prejudicial para a agricultura, não só espanhola, senão de toda Europa; já que os picos de abundância de arvicolinos são comuns a todo o hemisfério norte. Sua dieta fundamental compõe-se de talhos ternos e verdes, ainda que também aproveitam as folhas e os restos de espigas. A praga de 2007 parece ter surgido em Tierra de Campos (Palência), e estendeu-se por toda a comunidade autónoma. Estimou-se, sem demasiado rigor, que há mais de 200.000 hectares afetados em Castela e Leão e que as perdas podem superar o milhão de euros.

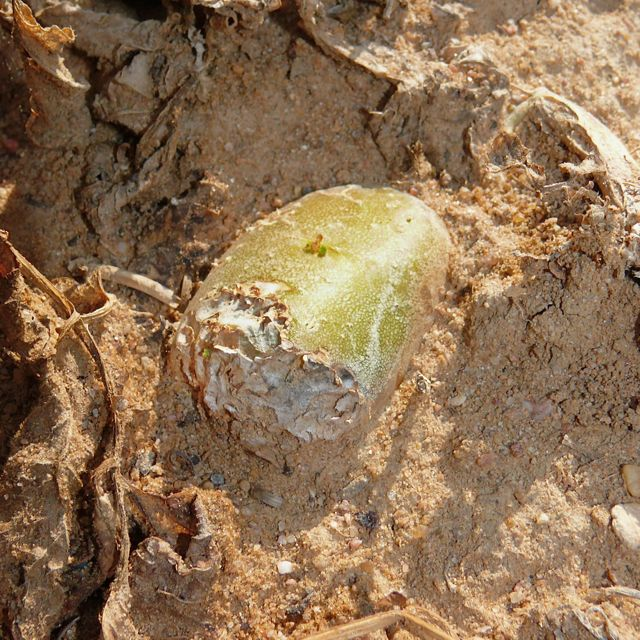
Batata.
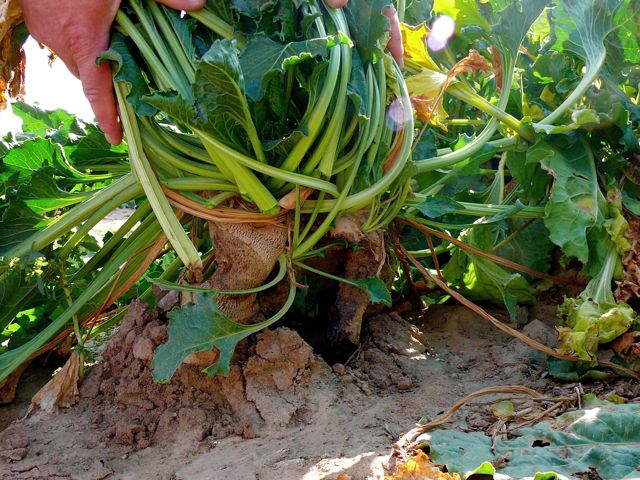
Beterraba.
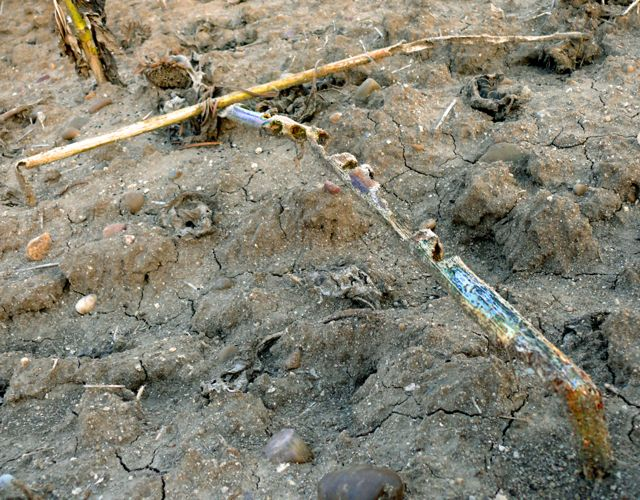
Girassol.
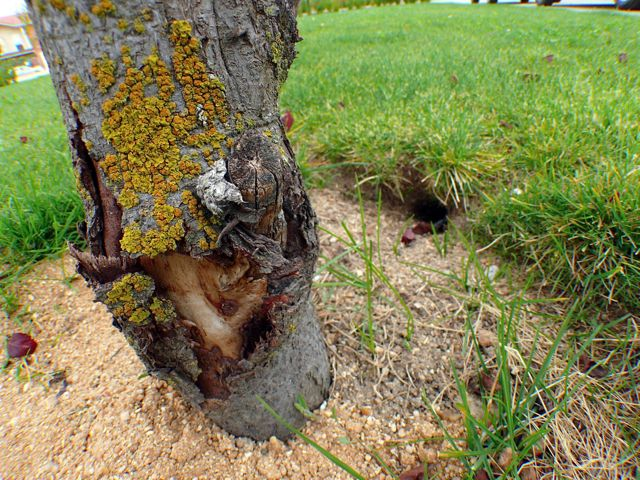
Árvore.

Em época de sementeira, os ratos instalam-se nas suas tocas, a salvo dos arados; mas, quando esta termina, se vão ao interior das terras de trabalho. Nos campos de cereal ou de plantas de forragem chegam a formar espaços vazios; existem dados procedentes dos Estados Unidos que demonstram que com uns 200 roedores por hectare já se perde o 5% da alfafa, tendo em conta que essa cifra se ultrapassa amplamente nas pragas castelhanas, se pode obter uma ideia das dimensões do desastre. Nas beterrabas costumam comer o tubérculo e, ainda que não consumam toda a planta, provocam sua rápida putrefação. Também roem o caule dos girassóis até que estes caem no solo. Apesar de que poucos o esperavam, os ratos se estão a alimentar também dos vinhedos, e ainda que se limitam a rebentos tenros, se afetam a base das plantas, podem malograr as colheitas de anos vindouros. Às vezes, o dano não se manifesta até já ser demasiado tarde e não ser possível tomar medidas corretoras. Também as árvores de fruto não escapam ao seu ataque, já que, ao roer a casca da base de seu tronco, debilitam-nas ou destroem-nas.

### Consequências sanitárias

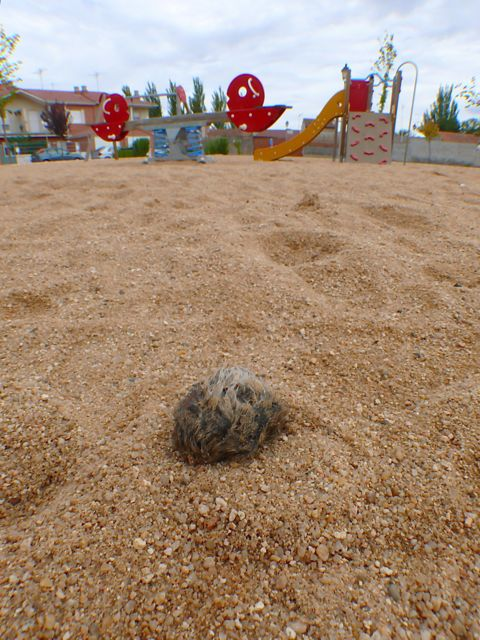
Cadáver de rato aparecido no areeiro de um parque infantil, algo habitual nas áreas rurais de Castela e Leão durante o verão de 2007

Os roedores constituem quase a metade das espécies de mamíferos conhecidos, não só são o tipo de animal que mais problemas causam aos seres humanos, ademais são o reservatório natural maior de agentes patogénicos contagiosos; é o que se denomina zoonose (do grego zoon, animal, e nosos, doença). Já se assinalou, mais acima, que os ratos do campo são agentes zoonóticos muito ativos, mais ainda em período de abundância, quando é mais fácil que entrem, em contacto com pessoas ou com animais que se relacionam com elas.
Muitos dos riscos de transmissão de patogénicos têm a ver com as atividades recreativas, às que se prestou menor atenção que a outros problemas como, por exemplo, as perdas económicas. As pragas costumam coincidir com o período de férias, e muitos dos meninos ou adolescentes que vivem no âmbito rural foram testemunhas da presença em massa de ratos em parques, jardins ou hortos dentro do próprio perímetro urbano. Ao ser roedores menos agressivos e mais torpes que os ratos domésticos ou as ratas, conferem uma falsa sensação de inocuidade, pelo que em seguida se pôs de moda os perseguir, os capturar ou os matar como mais uma diversão. O perigo é, no entanto, considerável, não só pela possibilidade de se infetar com uma série de doenças graves (já citadas), senão porque os mais pequenos (bebés, inclusive) acedem a cadáveres, mais ou menos putrefactos, que ficaram nas ervas ou no areeiro do parque ao que costumam ir a brincar, onde, além disso, podem sobreviver suas pulgas, carrapatos e outros ácaros durante muito tempo. Acrescem as piscinas ou os açudes nos quais estes animais se afogam.
Outro risco relacionado também com actividades de lazer tem a ver com a caça menor. De facto, a junta de Castela e Leão, através da secção de Espécies Cinegéticas da Direção Geral do Meio Natural, do Conselho do Meio Ambiente, viu-se obrigada a publicar uma série de conselhos para evitar problemas relacionados com a praga. Desafortunadamente, poucos se tinham preocupado deste assunto antes por considerar uma simples moléstia, no máximo um problema alheio do que deviam se ocupar os agricultores. Mas a perspectiva de um cão envenenado (ou asfixiado pelo focinheira), um caçador infetado de tularemia ou, inclusive intoxicado pelos rodenticidas gerou alarme e controvérsia A falta de previsão e a precipitação, tanto por parte das Sociedades de Caçadores (que se felicitavam das boas expectativas da temporada), como pelas autoridades competentes, ficou demasiado em evidência. Em consequência, todos tentam jogar a culpa fora, culpando-se uns aos outros.

### Consequências administrativas
A inoperância da Junta de Castela e Leão ante a rápida expansão da praga, levou a que milhares de agricultores da região se manifestassem nas ruas de Valladolid no dia 2 de agosto frente à sede da Junta para reclamar soluções.
Ante a passividade administrativa, os agricultores começaram a tomar suas próprias soluções, mediante armadilhas de água, na que se enchia de água para que posteriormente os ratos caíssem nela e morressem afogados. O principal lugar para a busca de soluções foi a localidade de Villalar de los Comuneros, que da mão de seu prefeito, criaram um arado que permitia destroçar as tocas dos roedores. Ambas tentativas, resultaram insuficientes.
As primeiras soluções institucionais chegaram tarde, no dia 9 de agosto, estando já presentes os ratos nas áreas urbanas de algumas localidades com queima de cultivos, sendo a primeira localidade Fresno el Viejo, de Valladolid.
Com sua expansão ao mundo vitivinícola e os danos provocados, estimando-se um 40% de perdas na vindima, somados às perdas que acarretará no mundo agrícola, o setor primário de Castela e Leão estaria condenado.
Todo isso levou a que numerosos prefeitos da zona pedissem a declaração de zona de catástrofe.

## Pragas cíclicas de ratos do campo em Castela e Leão
Os chamadas pragas de ratos eram praticamente desconhecidas em Espanha até há algumas décadas, como confirmava o naturalista Juan Delibes de Castro em 1989: 
| “ | «Em Espanha, as populações de rato do campo (Microtus arvalis) eram até agora muito reduzidas e se achavam localizadas em certos enclaves montanhosos. No entanto, na presente década têm-se expandido em massa originando notáveis perdas nos cultivos» | ” |

Efectivamente, as investigações realizadas na década de 1970 pelo biólogo José Rei localizavam a esta espécie unicamente na vertente sul da cordilheira Cantábrica e nas serras de Albarracín e Javalambre. Os dados foram corroborados por outros especialistas.Ayarzagüena et alter, 1976 Pelo visto, a espécie pôde baixar por alguns vales fluviales do norte nos que os campos de alfafa eram abundantes, ainda que a informação não é suficiente.Delibes e Brunett-Lecomte, 1980 Mas desde começos da década de 1980 já se tinha notícia de alguns Microtus arvalis na província de Valladolid Uma expansão desta magnitude não tem precedentes entre os fenómenos ecológicos conhecidos na Meseta Norte espanhola.
Desde então, no vale do Douro produzem-se explosões demográficas de ratos do campo, a cada três ou quatro anos, em tal quantidade que chegam a constituir uma praga especialmente nociva para a economia agrícola. Se em condições normais a densidade populacional estimada dos ratos do campo na estepe castelhana é de 5 a 10 indivíduos por hectare, nos ciclos de superabundância superam-se os 200 indivíduos por hectare. Este é um número mínimo, pois as quantidades reais são pouco menos que impossíveis de calcular; Juan Delibes de Castro realizou uma amostra em várias quintas da província de Burgos, anotando, em outubro de 1983, até 1294 espécimenes por hectare de alfafa, 382 por hectare de cereal e 182 por hectare de baldio Ainda que não há relatórios definitivos, se estima que em 2007 as concentrações de ratos do campo se encontram entre 1500 e 2000 indivíduos por hectare: declarações verbais ante diversos meios de comunicação tanto do especialista alemão Jacob Hensen, como da conselheira de Agricultura da Junta de Castela e Leão, Silvia Clemente.
| Densidade de ratos por hectare |
|                                |

O especialista Ángel María Arenaz, considera possível prever a magnitude demográfica das pragas de ratos fazendo censos invernais. Assim, se em janeiro se superam os 50 indivíduos por hectare é previsível um nível perigoso no verão; mas se é inferior, o normal é que não tenha perigo de invasão. Este autor sustenta, inclusive, que é possível adiantar as previsões em função das chuvas outonais: as precipitações mais intensas são desfavoráveis para a reprodução. Para poder realizar as prevenções oportunas para um ano agrícola dado, seria necessário realizar censos periódicos por meio de armadilhas homologadas, colocadas adequadamente nos campos de alfafa durante os meses de setembro, fevereiro, maio e agosto.
Como indica o naturalista, Juan Carlos Blanco, «...em Espanha não existe nenhuma informação sobre o tema.», salvo, quiçá em certas áreas dos Pirenéus ou extrapolações realizadas com dados de países vizinhos. Apesar da repetição, quase rotinaria destas explosões demográficas, carecemos de dados fiáveis e, nem sequer chegou-se a conhecer sua causa.
A respeito da praga que teve lugar no verão de 2007 e que, ao que parece, é uma das mais intensas que se deram até hoje, a Junta de Castela e Leão proporcionou diversa informação baseada na que lhe facilitam as câmaras agrárias municipais e as associações de agricultoré, ainda que obviamente só se trata de estimações, pois, não há um estudo completo da situação. A infestação de ratos foi declarada oficialmente uma praga mediante uma ordem de 27 de março.
| León Palência Valladolid Salamanca Zamora Soria Segóvia Ávila Burgos |

Alguns habitantes de áreas rurais chegaram a acusar o movimento ecologista de «repovoar» as terras com espécimes de cativeiro destinados a alimentar as aves de rapina. Também se acusou a desaparecida ICONA e a administração autonómica por inibir-se perante o problema, voltando costas aos agricultores para beneficiar determinados grupos ideológicos. Tão enraizada está a ideia da soltura de ratos, que se tornou quase impossível explicar aos camponeses que as pragas se devem a causas naturais. Fernando Franco Jubete explica esta lenda com as seguintes palavras: 
| “ | «...os ratos são seres criados em laboratórios e reproduzidos aos milhões e não se sabe em que quintas, para serem soltos, como alimento de aves de rapina, desde misteriosos veículos todo-o-terreno e helicópteros. Consequentemente os culpados são os que o consentem, o financiam e o executam: "o Governo", "Meio Ambiente", "o ICONA", "os ecologistas".» | ” |
|   | — Jubete, 2007. |   |

É verdade que a abundância de ratos beneficia todo o tipo de predadores e não só os seus inimigos habituais: algumas aves de rapina noturnas, como corujas; mustelídeos, por exemplo, doninhas e ave de rapina diurnas como o elanio azul;Delibes, 1989 senão a todo tipo de depredadores generalistas como aves da rapina, canídeos, felinos, corvos, cegonhas, garças, etc. Durante a praga de 1993 foi documentado na província de Valladolid que uma família inteira de lobos se alimentava fundamentalmente de ratos do campo. (Blanco, p. 242) Ver também Delibes, 1989, p. 20. Isto faz que a pressão sobre outras presas potenciais se reduza, favorecendo a proliferação de perdizes, codornizes, coelhos, e outros animais. Mas também aumenta o número de predadores. Em alguns casos, os animais que vieram se alimentando de ratos (em especial certas aves de rapina) são espécies migratórias ou, inclusive, oportunistas pouco especializadas (como as cegonhas), pelo que, a diminuição das presas, se coincide com sua partida, possivelmente que não tenha consequências. Mas os predadores estáveis, para adaptar-se à nova situação de "escassez", devem procurar outras fontes de alimentos, isto é, voltam a se centrar em suas presas mais habituais e, sendo mais numerosos, provocam um efeito rebote pernicioso dificilmente favorável.
Uma expansão como a que protagonizaram os ratos tem que ter tido origem numa zona onde a população nativa fosse densa e estável; que, além disso, tenha sofrido algum tipo de estímulo dispersante e que tenha encontrado rotas de transmissão favoráveis (a concentração parcelar, as melhoras na rede de transporte, a expansão do regadio nas veigas fluviais…). Uma vez colonizada a bacia duriense, os campos de alfafa, os seus lugares prediletos, atuariam como resguardos a partir dos quais, em determinadas condições favoráveis, poder-se-ia combater a praga. As hipóteses baralhadas sobre o fator desencadeador deste fenómeno são:
- Para certos especialistas, as plantas poderiam ter certa influência na fertilidad dos animais (causa fenotípica): a superfície dedicada ao regadío no centro do vale do Douro aumentou exponencialmente nos últimos 20 anos, precisamente quando mais habituais se fizeram as pragas (a alfafa e a beterraba estão entre as suas principais fontes de alimento). No entanto, as flutuações da população só se explicam como resultado de uma melhora evidente das condições de vida em casos muito concretos que não são cíclicos, ao que se une que, em condições normais, «os ratos em amplas terras..., consomem só um 1-2% do alimento disponível. Isto se deve a que uma quantidade considerável do material vegetal, maior que a utilizada por esses mamíferos, a consomem os insectos.».[25]
- Outra hipótese põe o énfase na predação como fator de controlo da espécie. A falta de inimigos aceleraria a sua abundância («...a predação joga um papel essencial nos ciclos de abundância dos microtinos».[23] Demonstrou-se que os roedores podem se multiplicar em massa ante a escassez de inimigos naturais; relacionado ademais, com a riqueza biológica (as pragas são tanto maiores quanto mais pobre é o ecosistema). Os poucos predadores que existem são incapazes de deter o incremento populacional, mas pouco a pouco reagem, se reproduzindo- velozmente e concentrando-se nos focos de expansão das presas. No ano seguinte, os numerosos carnívoros (especialistas, generalistas ou oportunistas) são suficientes para dizimar a população de roedores. Dado que as presas são literalmente exterminadas, os predadores veem-se obrigados a mudar de dieta.[26] Mas as alternativas não costumam ser suficientes, pelo que o número de caçadores vai descendo pouco a pouco, durante dois, três ou quatro anos, até regressar ao nível de escassez que permite uma nova explosão demográfica.[27]
- Também se propôs que as causas seriam endógenas (genotípicas), e que os próprios ratos modificariam a sua conduta social e reprodutora provocando uma superabundância sistémica ou sua redução populacional:[28] os roedores, quase mais que qualquer outro mamífero, têm uma grande capacidade reprodutora, mas esta costuma estar inhibida fazendo que suas populações se mantenham mais ou menos estáveis. No entanto, às vezes produz-se uma reprodução sem limitações. Nestas condições gera-se uma dura concorrência interna pela sobrevivência (já seja pelo espaço, o alimento, a predação...). O natural é que exista um importante número de indivíduos marginais, sobrantes, que não são capazes de se integrar socialmente, que carecem de um território estável, que têm sérias dificuldades para aceder ao alimento ou para se reproduzir. Em poucas palavras, ocupam a base da pirâmide social da colónia. Deste modo são os mecanismos intrapopulacionais os que controlam a sua densidade, mudam os sinais odoríferos, os sistemas de comunicação e outros mecanismos que afetam sobretudo os indivíduos de menor posição social, nos quais aumenta o estresse. Os roedores reagem ao estresse aumentando as suas secreções de adrenalina, reduzindo a sua capacidade reprodutora e tornando-se mais vulneráveis às doenças das que eles mesmos são portadores.[29]

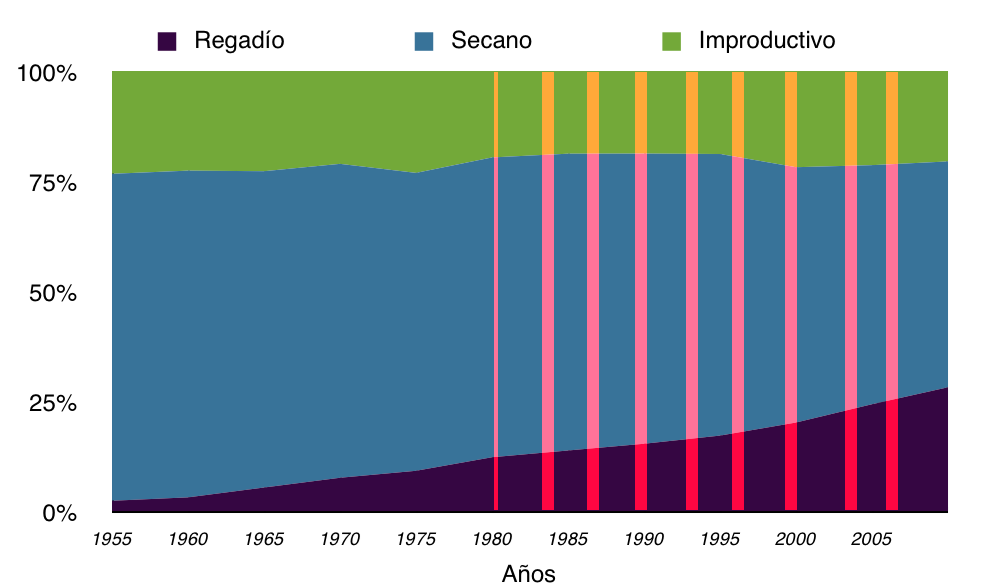
Evolução das superfícies cultivadas e das pragas de ratos no sul da província de Valladolid. Legenda: secano = sequeiro; regadío = regadio. Fonte: Câmaras agrárias da Comarca de Medina do Campo.

É imprenscidível diferenciar as causas da expansão do rato do campo desde ambientes montanhosos que vão até ao vale do Douro (inexistente até princípios da década de 1980), dessas outras causas que provocam os bicos reproductivos. Está bastante claro que as actividades humanas afectam directamente às populações de roedores, já que involuntariamente se melhoram suas condições de vida ao cultivar seus alimentos predilectos ou ao criar habitats favoráveis para seu desenvolvimento. Assim, a primeira hipótese serve para explicar a colonização da Meseta Norte, mas não o boom demográfico ou a existência dos altos e baixos recorrentes, comuns a toda a família de arvicolinos: trata-se de ciclos naturais causados por fatores internos (comportamento social), e coadyuvados por outros externos (alimentação-predação').

## Combate das pragas e seus efeitos
Uma condição essencial para combater qualquer tipo de praga é ter a maior quantidade de informação, causas, ciclos, desenvolvimento. Este tipo de casos dão-se continuamente, mas não pode se aplicar a mesma solução sempre. O primeiro que há que fazer é identificar ao responsável dos danos e, depois, fazer o mais rápido possível.Arenaz, 2006, p. 20 No entanto, em Espanha não há suficientes estudos actualizados em profundidade sobre o tema e é necessário recorrer a publicações de faz nuns anos, ou extrapolar as experiências do estrangeiro. Pelo contrário, o material encontrado em internet, ou nos meios de comunicação, é tão abundante como sesgado e inutilizable (salvo exceções).
Segundo declarações do biólogo Juan José Luque-Larena em 20minutos.es da Escola Técnica Superior de Engenharias Agrárias da Universidade de Valladolid:

### Medidas preventivas
Uma praga em estado avançado é impossível de erradicar, no máximo pode-se conter seu número, podem-se eliminar alguns focos ou podem-se paliar seus danos; mas para ter sucesso é necessário preveni-la, e o primeiro passo para isso é o censo das populações de animais danosos. Os censos de ratos devem realizar-se em regiões concretas, aquelas que habitualmente são as mais propensas, com métodos de captura homologados, tal como se indicou mais acima ou por meio da observação.
O censo pode ser a melhor orientação da futura evolução da população de roedores, no caso de Microtus arvalis, se as populações censadas em janeiro não superam as 50 ud./tem o perigo pode considerar-se inexistente. Se esta quantidade supera-se e, ainda mais, se o inverno é suave, há que começar a actuar para prevenir a praga.
Quando o alimento é escasso, o uso de veneno (sempre baixo controle das autoridades pertinentes) é muito eficaz, já que os ratos não têm muitas opções face aos iscos oferecidos. Isto é, o veneno é bem mais efetivo no inverno.
Outras medidas preventivas eficazes consistem em ajudar e proteger aos inimigos naturais dos pequenos roedores (aves de rapina, doninha, raposas, cegonhas, etc.): a lei deve proteger as aves de rapina e podem-se instalar poleiros ou lugares de criação.

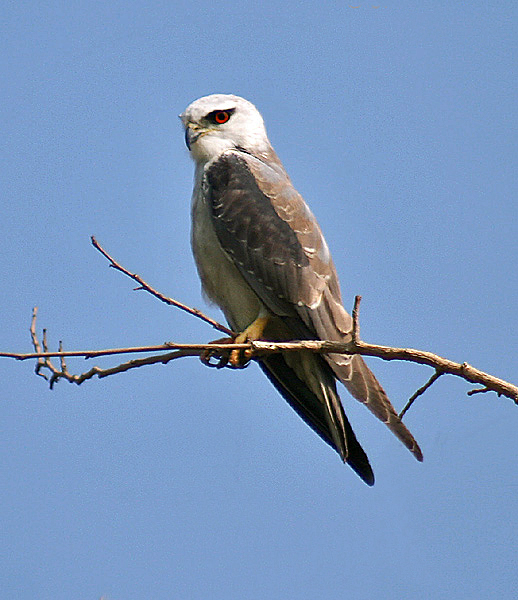
Elanio azul em seu poleiro natural.
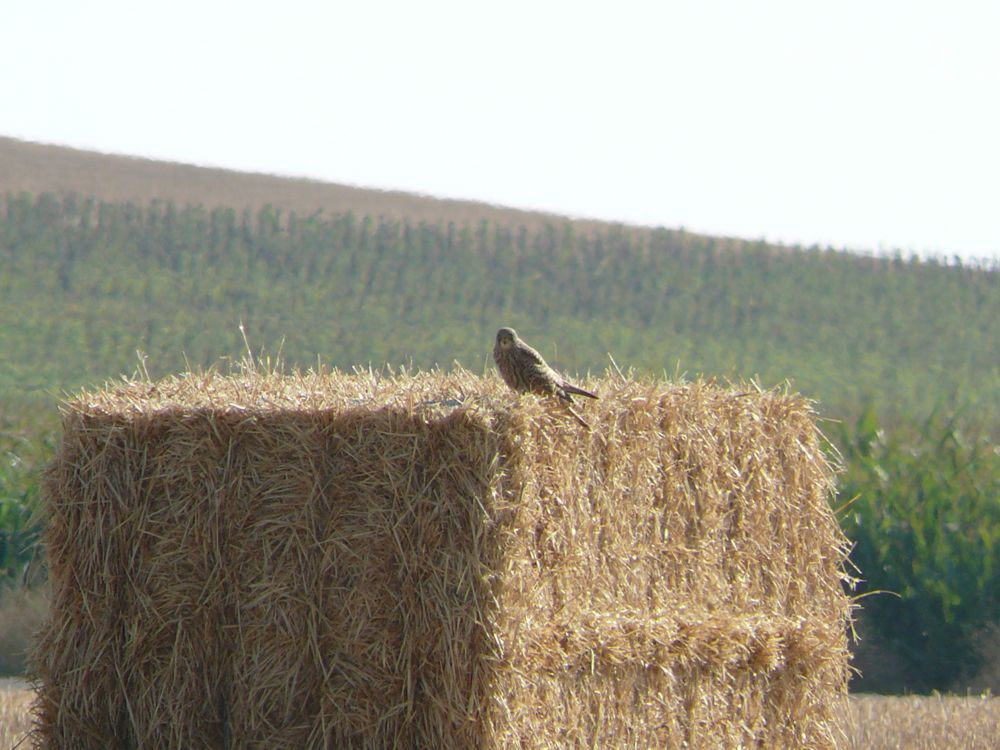
As pacas de palha são poleiros improvisados para as aves de rapina.
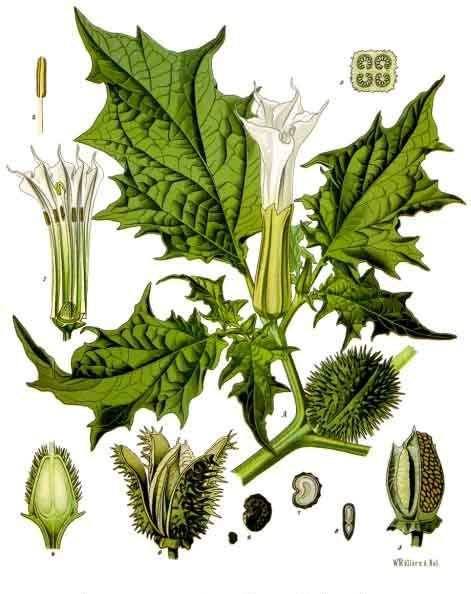
O fruto do estramónio, planta que costuma ser ignorada pelos ratos.
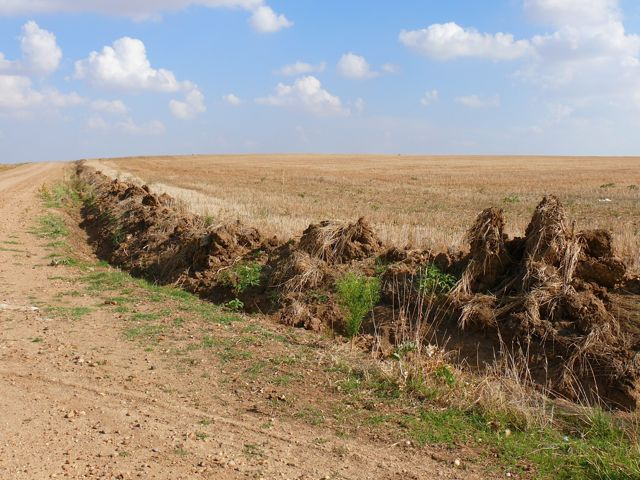
Limpeza em profundidade de valetas para eliminar luras.

Para fincas pequenas o emprego de plantas repelentes pode ser um bom paliativo, por exemplo, solanáceas como o estramónio, que resulta tóxico pela atropina e a escalopina que contém, ou a beladona ou outras plantas da mesma família, que também têm uma grande concentração de atropina, especialmente na raiz. Similar função têm a Ruda, a cebolla albarrana, a fritillaria e o rícino.
As pragas são mais efetivas em zonas onde predomina um só tipo de exploração (e mais se esta se repete ano após ano), de modo que a variação e a rotação de cultivos favorece o controle da população de ratos. A limpeza e cuidado do campo é uma medida muito adequada também, mas sempre respeitando a diversidade ecológica. O trabalho em profundidade de barbechos, a eliminação de ervas daninhas em terras de cultivo, valetas, canais, leitos de rios secos (muito abundantes em algumas zonas de Castela e Leão) e na base das árvores, contribui para dificultar a expansão dos ratos. Permitir ou favorecer o pastoreio dos restolhos é duplamente eficaz (o gado destrói muitas tocas e limpa o terreno). A destruição da suas luras por meios mecânicos; a criação de zonas sem alimento, isto é, eiras ou áreas cobertas de plástico, ou o emprego de repelentes químicos, obriga-os a concentrar-se em locais onde se podem colocar as armadilhas ou o veneno. Em definitivo, ao haver maior riqueza nos biótopos, há menor vulnerabilidade às pragas: a boa gestão agropecuária e ambiental é a melhor arma para prevenir o desastre.
Uma vez começada a praga é necessário potenciar qualquer medida que sirva para reduzir seus efeitos, favorecendo aos depredadores naturais.

### Armadilha

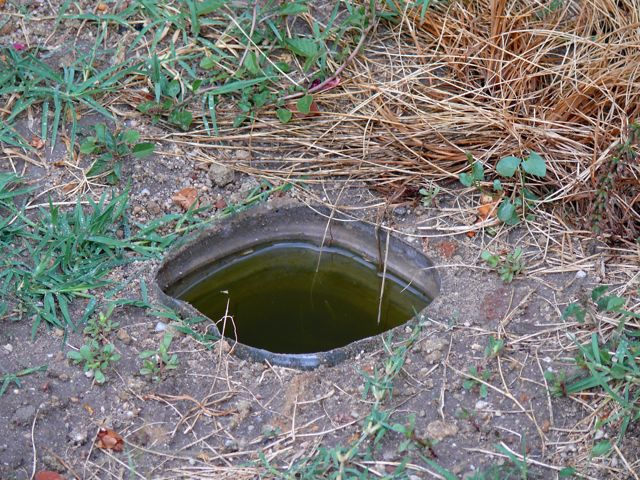
Simples armadilha de água

Uma armadilha para capturar ratos do campo pode realizar-se de forma muito simples, dado que é um animal incapaz de saltar ou trepar. O mais comum é colocar pequenos recipientes cheios de água próximos dos seus comedouros, para que se afoguem; também são muito efetivas as caixas metálicas da associação francesa I.N.R.A.
De qualquer modo a armadilha é praticamente inútil em grandes extensões, só servindo (além de potencial amostra), em áreas pequenas e bem controladas: parques, jardins, hortos, piscinas, em geral, lugares não muito extensos.

### Queima de restolhos

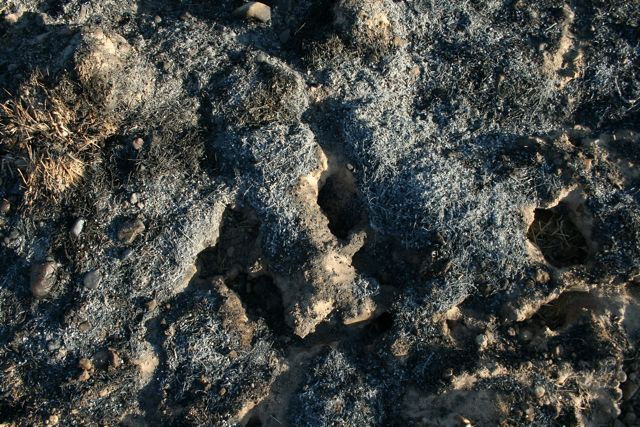
Vestígios de rato num restolho queimado

Em 2005, seguindo diretrizes da União Europeia e com objetivo de evitar o risco de incêndios, o governo espanhol proibiu a queima de restolhos em todo o território nacional (Real Decreto do Reino de Espanha, lei 11/2005 de 22 de julho que regula em seu artigo 13 as atividades proibidas em matéria de incêndios florestais.BOE núm. 175 de 2005) Por causa da praga de ratos de 2007 muitas associações agrárias solicitaram permissão para recuperar este costume como meio de combater aos roedores. Apesar de que a permissão não se concedeu, a Junta de Castela e Leão decidiu experimentar a queima controlada, como medida excepcional, em alguns pontos concretos, para avaliar a sua eficácia na luta contra a praga. Deu-se prioridade a áreas onde predomina o regadío ou a regiões com denominação de origem de produtos agrícolas.
Depois de umas semanas de observação, parece claro que a combustão da palha não produz suficiente calor para os matar. Atingem-se, como máximo, 200°C, que afetam os 10 cm superficiais do solo, pelo que a imensa maioria de indivíduos são capazes de se refugiar em suas madrigueras.
Algumas organizações agrárias, nomeadamente a ASAJA, COAG, UCCL e UPA apoiadas pelo conselho do engenheiro Fernando Franco Jubete (também da Escola de Engenharias Técnicas Agrárias), se veja artigo de Fernando Franco Jubete no site do Colégio Oficial de Engenheiros Agrónomos de Castilla e León e Cantabria consideram que a queima pontual é ineficaz e que esta deveria ser generalizada para ter algum sucesso, assim se obrigaria aos roedores a se refugiar nos chamados cortafuegos onde se lhes aplicariam medidas químicas.
Ainda que as zonas calcinadas afugentam os ratos, pois carecem de alimento ou refúgio, e ficam teoricamente esterilizadas, queima-a segue sendo perniciosa para outras espécies e, afinal de contas, é um perigo potencial que pode ter um impacto biológico muito negativo: qualquer microorganismo que viva nos 10 cm afetados morre, o que anula a capacidade de arejar e fertilizar a terra, aumentam o enxofre e o carbono, e desaparece o azoto, pelo que os fertilizantes que equilibrem o pH são mais necessários. A fauna de pequeno tamanho (répteis, insetos, lebres, aves...) vê-se muito afetada, e praticamente desaparece da terra queimada. Por outra parte, os ratos abandonam as fincas queimadas e transladam-se, sem problema, a outras, com o que pode se propiciar a colonização de zonas menos afetadas.

### Medidas químicas (uso de venenos)

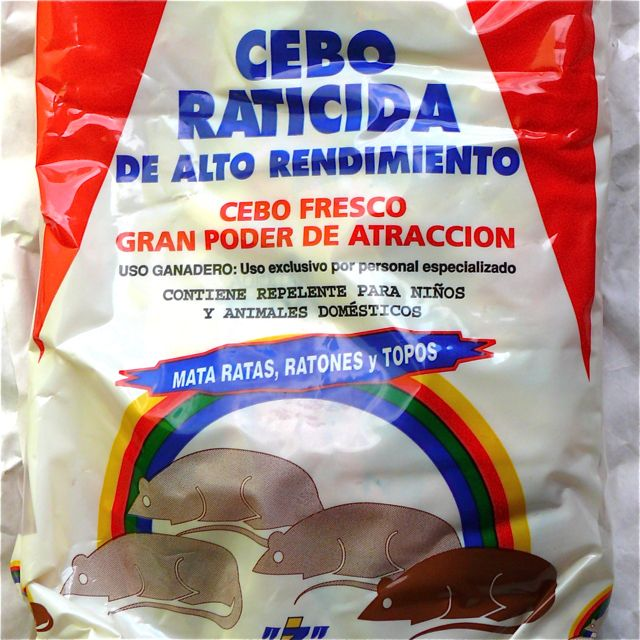
Saco de isco raticida: clorofacinona (anticoagulante de primeira geração) em parafina aromatizada, utilizado para combater a praga

O emprego de venenos deve ser uma medida tomada com muita cautela, pois, se não se manipulam adequadamente, podem causar mais danos que benefícios. Ademais, dadas as possíveis consequências para o meio natural, há que lho pensar duas vezes dantes do alterar desta maneira tão virulenta como é a colocação de produtos tóxicos. Apesar de ser um remédio barato e aparentemente de fácil aplicação, é necessário seguir as normas de segurança estritas para proteger tanto a humanos como a animais; isto implica não actuar por conta própria, se submeter ao controlo das autoridades competentes, seguir as instruções, não superar as dose recomendadas e receber a formação ou informação adequada por parte de técnicos na matéria, para que quem vão a diseminarlos (pelo comum, os próprios agricultores) estejam bem adiestrados e disponham das medidas de segurança necessárias para se proteger. A eleição da substância deve ser específica para o objetivo que se deseja conseguir: neste caso falamos de rodenticidas (venenos que matam os ratazanas, ratos e ratinhos) e, se é possível, de um espectro o mais específico possível, para que afete só a espécie a erradicar, isto é, o rato do campo.
Estes produtos fitosanitários são bem mais eficazes antes da eclosão da primavera, quando o alimento dos ratos escasseia, seu número é baixo e as populações estão agrupadas. Em mudança, utilizá-los quando a praga já está completamente estendida pode ter efeitos muito locais, mas não solucionam o problema globalmente.
Geralmente há dois tipos de rodenticidas, os agudos e os anticoagulantes. Os venenos agudos atuam quase de imediato, com uma só dose; mas são muito perigosos já que, não só podem intoxicar à pessoa que os manipula, senão que podem passar à corrente trófica e matar a outros animais (geralmente depredadores); por outro lado, muitas destas substâncias são instáveis e seus efeitos impredecibles. Ademais, o roedor morre habitualmente junto ao isco, com o que afugenta a suas congéneres ao associar o isco com a morte do seu colega; deste modo, o lugar onde se colocou o veneno deixa de ser adequado. A toxicidade de muitos venenos agudos é tão alta que a maioria deles foram proibidos e sua utilização pode constituir um delito. Um dos poucos permitidos é o Fosfuro de alumínio, mas é tão mortífero que só pode ser manipulado por técnicos especializados.
Os venenos anticoagulantes são os mais apropriados para tratas pragas como a dos ratos. Neste quase também é necessário comprovar sua legalidade. De fato sua utilização deve fazer-se com as permissões pertinentes e sob supervisão. A Junta de Castela e Leão decidiu conceder permissão e, inclusivamente, distribuir a clorofacinona,A Comissão Delegada para o Desenvolvimento Rural aprova do Plano de Atuações contra a praga do rato[ligação inativa] um derivado do difenilindano em diversas apresentações (essencialmente, líquido oleomiscible, massa, cereal granulado, blocos aromatizados, etc.).Outros anticoagulantes legais (de segunda geração) são a Bromadiolona e o Difenacum, ambos derivados da cumarina, mas o Difenacum não está indicado para ratos senão para ratos. Ademais, um anticoagulante de segunda geração é bem mais tóxico ainda que a Clorofacinona para as aves ou os grandes mamíferos. Também é legal o Brodifacoum, mas é muito daninho e difícil de manipular, se lhe concede a máxima classificação toxicológica, pelo que só se usa em lugares fechados, como armazéns. A Clorofacinona está sendo avaliada pela Comissão Europeia com o objeto de determinar sua definitiva aprovação ou proibição, ainda que pelo momento é perfeitamente legal e está autorizado no Registro de Produtos Fitosanitarios do Ministério de Agricultura, Pesca e Alimentação.
Em qualquer caso, estes biocidas precisam que o animal os consuma várias vezes e têm um período de latência de vários dias. O veneno ataca o fígado, o coração e os pulmões, provocando sintomas neurológicos e hemorragias internas. Os ratos costumam morrer longe do local de alimentação, geralmente nas suas tocas e sem mostrar sinais de dor nem agonia; seus congéneres não são capazes de relacionar a morte com o lugar preparado para atrair os roedores e este continua a ser frequentado durante bastante tempo. O problema é que também podem morrer na superfície, ficando o seu cadáver à disposição de animais carnívoros.
Este é um assunto sério, ainda que não se conheçam as suas consequências autênticas. Se desse-se o caso de que os predadores sofressem um envenenamento secundário, o emprego de rodenticidas tornar-se-ia contraproducente: se a população de inimigos naturais do rato se reduz por esta causa, as futuras pragas podem chegar a ser mais graves.
Em Espanha não há estudos que possam indicar o espectro ativo da Clorofacinona, ainda que sim que há trabalhos de campo realizados com este mesmo veneno em Estados Unidos levados a cabo pela Agência de Proteção Ambiental dos Estados Unidos.Erickson e Urban, 2004 Deles se infiere que, ao ser um anticoagulante de primeira geração, o veneno em questão é mais virulento em pequenos mamíferos que em aves ou ganhado, conquanto isto depende do grau de exposição. Ademais, a Clorofacinona perde toxicidad em contato com a humedad. Não obstante o dito, pôde estabelecer-se que existe risco real com todo tipo de animais, não só roedores, sendo especialmente sensíveis algumas aves como as abetardas, as cotovias, as calandras, a perdizes e as anátidas. Os mamíferos mais vulneráveis são os coelhos e as lebres (com uma mortandade superior a 80%) e entre o gado, a Clorofacinona se mostrou muito prejudicial para as ovelhas, muitas das quais morreram.
Dado que a Clorofacinona e outros anticoagulantes são venenos de amplo espectro, isto é, podem afetar a qualquer espécie que os consuma: é, por tanto, necessário assegurar-se de que só os ratos tenham acesso a eles. Para isso, pode se colocar o isco na boca das tocas, em caminhos ou em comedouros, mas sempre protegidos por tubos com um diâmetro reduzido, para que outros animais não o possam atingir. Em Castela e Leão está a usar-se o plástico, mas o metal seria mais adequado por suportar melhor as tempestades, remoção de terras, deterioração e possíveis arrastes. O tratamento deve repetir-se a cada quatro ou cinco dias. Há que sinalizar as zonas tratadas, para alertar os transeuntes da presença de produtos tóxicos perigosos.

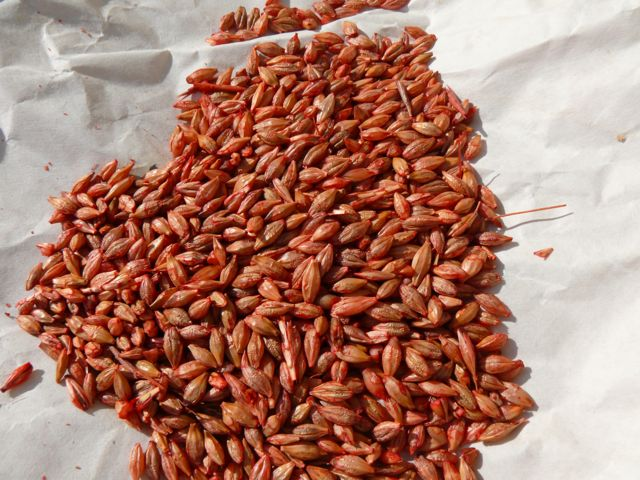
Clorofacinona apresentada em grãos de cevada

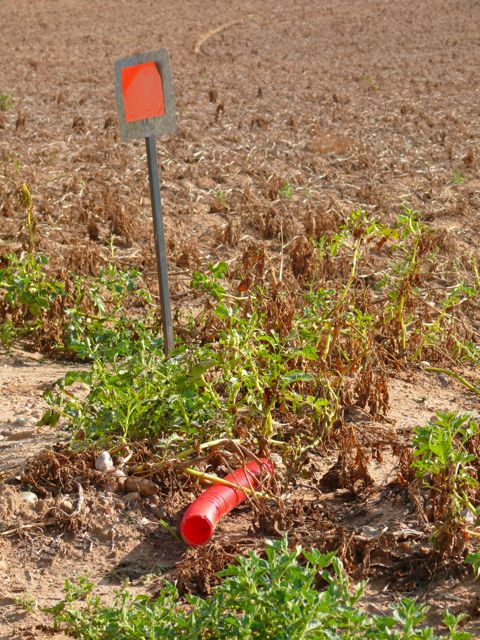
Terreno com tubos de plástico e a sinalização de tratamento fitossanitário

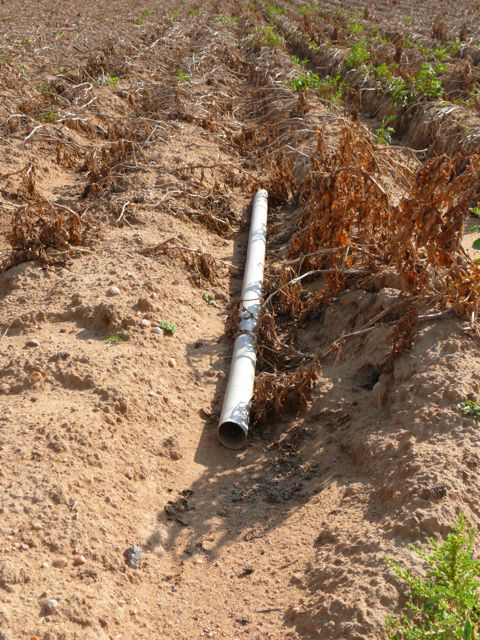
Tubo metálico, bem mais seguro, mas mais incómodo de manipular

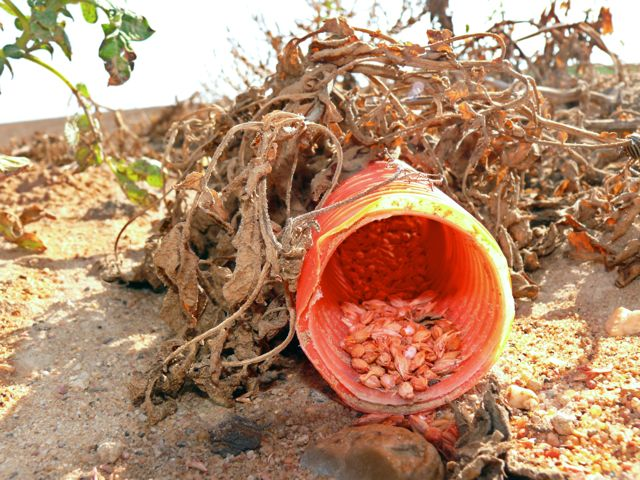
Colocação demasiado acessível do veneno

Os inconvenientes deste rodenticida é que sua aplicação não garante a erradicação da praga e nem sequer a Junta se atreve a assegurar que não vá afetar animais de grande importância ecológica. Existem precedentes que demonstram que um mau uso pode chegar as ser catastrófico. Também existem dados de que os anticoagulantes podem passar à corrente trófica, se os carnívoros consomem animais debilitados pelo veneno ou que não o tenham metabolizado por completo.
Em março de 2007, quando a praga já se tinha estendido largamente pela Tierra de Campos (Província de Palência), as autoridades da Junta de Castela e Leão decidiram dispersar clorofacinona em forma de grãos ao longo de 20000 hectares de terreno. Infelizmente o veneno não se preparou adequadamente afetando em massa pombos, lagomorfos, aláudidas, javalis e aves cinegéticas ou protegidas. Algumas associações ecologistas, entre elas WWF/Adena, acusaram a Junta de delito contra a saúde pública. Quase todas as acusações se dirigiram contra o Serviço Territorial de Agricultura e Pecuária de Palência; pouco depois às queixas somaram-se Global Nature Fund, a Coordenadora para a Defesa da Cordilheira Cantábrica e Ecologistas em Ação. A denúncia passou à Promotoria da Audiência de Palência, e o Serviço de Proteção da Natureza (SEPRONA) da Policia civil começou a pesquisar com a ajuda do Departamento de Toxicología da Universidade de León. Um atestado do SEPRONA avisa dos resultados provisórios de suas pesquisas:
O já citado engenheiro agrícola, Fernando Franco Jubete se opôs também a esta decisão supostamente tomada pelas autoridades: «Nunca deveu se aprovar o tratamento com clorofacinona, uma barbaridad ecológica que não resolveu nada (...) um produto químico de amplo espectro não pode se atirar de forma generalizada porque provoca um desastre ecológico».
Referente a este desgraçado assunto, o secretário geral da União de Pequenos Agricultores (UPA) de Palência, Domiciano Pastor, explica que tinham mandado avisos à Junta desde o mês de setembro de 2006, mas a resposta das autoridades demorou demasiado. Sobre o envenenamiento acidental de outros animais acrescenta que «Não teve tantas mortes, mas se o método não é bom não queremos que se use».

## Conclusões provisórias
Não é possível, pelo momento, estabelecer umas conclusões aceitáveis sobre o problema das pragas cíclicas de rato camponês em Castela e Leão porque, desafortunadamente, não se investiu o necessário em sua investigação. Todo o que se propõe é pouco mais que hipótese de trabalho mais ou menos plausiveis mas que não foram contrastadas suficientemente.
Não se conhecem as causas exatas da expansão desta espécie, desde seus territórios originarios na montanha cantábrica, até o vale do Douro, um território a priori desfavorável para os ratos. Possivelmente, as mudanças nos usos pecuários, a modernização da agricultura e da rede viaria tenha tido algo que ver, mas, como o afirmar sem provas? Também não se sabe cientificamente por que motivos se dá essa explosão demográfica a cada três ou quatro anos; a hipótese do inverno benigno e úmido é aceite, mas não se fez nem uma só correlação entre as mudanças climáticas anuais e as pragas. Alguns setores científicos propõem aplicar ferramentas preditivas e modelos estocásticos que relacionem a demografía dos ratos, a variabilidade climática e as repercussões econômicas e ecológicas.
Não se fizeram cálculos sérios sobre os danos, e as diferentes "consejerías" da Junta de Castiea e Leão ficam-se com os inquéritos entretanto feitos sem o rigor necessário, pelas Câmaras Agrárias locais. Também não há estudos sobre a relação do rato com os seus predadores (sempre se recorre a extrapolações de outras espécies mais bem conhecidas) que, com frequência, se convertem em vítimas inocentes, pois os agricultores as veem como seus inimigos (os rumores dos supostos repovoamentos de ratos para alimentar aves de rapina não dizem muito em seu favor); quando, paradoxalmente, é ao contrário: a escassez de predadores poderia ser a causa da praga.

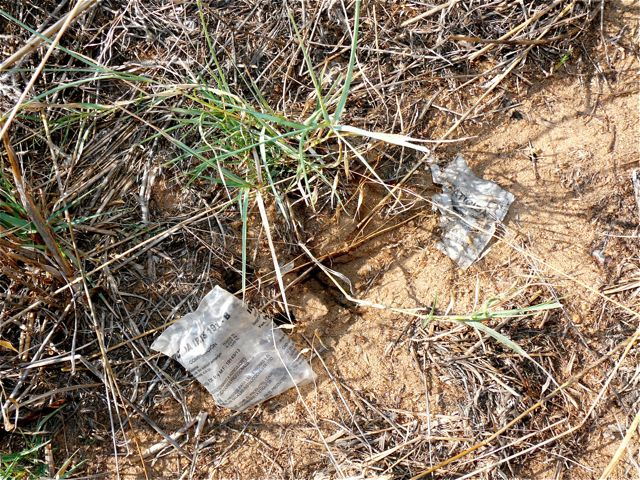
Sacos de veneno roídos, espalhadas pelo campo. A de plástico é Bromadiolona, a de papel é Clorofacinona

O empobrecimiento dos biótopos castelhano-leoneses deve seguramente influir pois é sabido que quanto mais pobre é um ecosistema mais vulnerável é perante qualquer praga. Este empobrecimiento deve-se à maior extensão do monocultivo, à utilização em massa de produtos fitosanitarios, à alteração de espécies cultivadas, mas, em especial à destruição de pequenos vestígios de superfícies naturais. O que comummente se denominam «perdidos», «baldios», ou «terrenos improdutivos» são considerados pelos camponeses como reservas dos ratos. Mas são os campos de alfafa onde estes se reproduzem, enquanto as aves de rapina, as raposas e outros animais precisam destes refúgios. Há, pois, que proteger, respeitar e recuperar esses habitats onde vivem espécies de grande valor: regatos, áreas de monte baixo, giestais, carrascais, baldios, sebes, bosques, zonas húmidas, etc., que, embora não pareçam ser economicamente aproveitáveis, são insubstituíveis do ponto de vista natural.
Em todo caso, os bicos populacionais devem ter causas tão complexas e imbricadas que sua solução é impensavel neste momento: seria necessário propor programas de investigação em longo prazo que incluam, em especial, o estudo em profundidade da espécie daninha, investindo em projetos científicos multidiciplinares; também há que pôr em marcha medidas preventivas que vão desde os censos realizados por especialistas, a vigilância, a adequada gestão ambiental, a educação ambiental e a colaboração entre diferentes organismos oficiais e acadêmicos (SEPRONA, organizações agrárias, universidades, instituições políticas…).

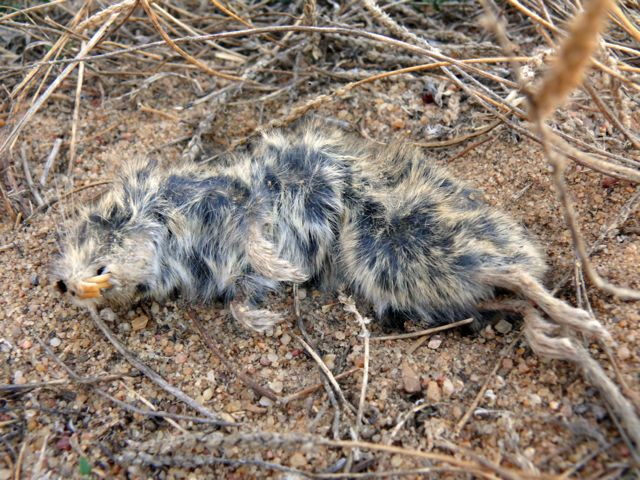
Cadáver de rato

Com respeito à remessa da população de ratos, fazemos questão de que, dado que não se fizeram estudos o suficientemente sérios, não poderá se saber se o final da praga se deve às medidas tomadas contra ela, ou a que esta chega ao final de seu ciclo biológico por causas meramente naturais. Também não sabemos que consequências terá para o campo a utilização de um arsenal químico tão potente como o que pudemos observar nas culturas. As experiências de algumas instituições, como a queima de restolho, são meramente cosméticas nestas alturas do ano. A politização do tema não beneficiou quem tem um são interesse por conhecer o problema, atingidos pela avalanche de opiniões, vivências e propostas surgidas nos meios de comunicação. Os biólogos, os etólogos, os naturalistas, os engenheiros agrícolas..., são quase os que menos puderam se expressar. O modo em que se tem enfocado o tema, inclusive desde o outono de 2006, foi totalmente contraproducente. Teria que considerar a possibilidade de mudar nossa postura de cara às previsíveis pragas que terão lugar, sem lugar a dúvidas, em torno do ano 2010.

## Fim da praga
Durante o inverno e inícios de 2008 a população de ratos em Castela e Leão voltou aos valores normais. A Junta de Castela e Leão, segundo explicou Silvia Clemente, conselheira de Agricultura e Ganadería, investiu uns 24 milhões de euros em acabar com a praga.Os venenos não acabaram com os ratos[ligação inativa] em publico.es Como se demonstrou depois, pese aos esforços da administração, os venenos não ajudaram a controlar a praga, mas que a população de ratos se auto-regulou, voltando a números normais. Grande parte de dita auto-regulação foi também devida a fatores climatológicos, como reconheceu o prefeito de Fresno el Viejo, uma das localidades mais afetadas.«A meteorologia também fez o seu trabalho» em nortecastilla.es